# 郭伟 (1971年)
郭伟（1971年12月—），天津人，中华人民共和国政治人物、外交官，曾任中华人民共和国驻巴勒斯坦国办事处主任。

## 生平
1995年，进入中华人民共和国外交部工作，先后在外交部西亚北非司、驻黎巴嫩大使馆、驻埃及大使馆任职。2012年，任驻沙特阿拉伯大使馆参赞。2014年，任驻埃及大使馆参赞。2016年，任外交部西亚北非司参赞。2018年4月，出任中华人民共和国驻巴勒斯坦国办事处主任，职衔为大使衔。2023年3月，自驻巴勒斯坦办事处主任离任。

## 家庭
已婚，有一子。

## 荣誉
外国勋章奖章
- 马哈茂德·阿巴斯总统友谊之星勋章（巴勒斯坦，2023年3月1日于巴勒斯坦总统府颁发[3]）